# Heinrich Heyd
Heinrich Christoph Heyd (* 21. Februar 1849 in Richen; † 7. Mai 1913 in Pforzheim) war ein deutscher Lehrer und Lehrervertreter.

## Leben
Heinrich Heyd absolvierte von Oktober 1865 bis Oktober 1867 am evangelischen Lehrerseminar in Karlsruhe die Ausbildung zum Volksschullehrer. Von Mai bis Dezember 1869 versah er seine erste Anstellung als Unterlehrer in Köndringen. Ab Dezember 1869 machte er am Karlsruher Polytechnikum eine Weiterbildung zum Realschullehrer. Wegen des Ausbruchs des Deutsch-Französischen Krieges musste er diese jedoch abbrechen. Im März/April 1870 erhielt er seine militärische Grundausbildung im 1. Leib-Grenadier Regiment. Am 20. November 1870 rückte er nach Frankreichs ins Feld, wo er am 18. Dezember 1870 bei Nuits verwundet wurde.
Nach der Rückkehr aus dem Krieg war Heyd von 1871 bis September 1875 als Unterlehrer in Karlsruhe angestellt. Zum 1. Oktober 1875 wurde er zum Hauptlehrer in Dillweißenstein ernannt. Von 1888 bis 1898 war Heinrich Heyd Obmann des badischen Lehrervereins. Er erreichte unter anderem, dass die Lebensverhältnisse der Lehrer verbessert wurden und diese den Beamtenstatus erhielten.
Heyd widmete sich auch der Pädagogikgeschichte des Landes und gab eine ursprünglich (ab 1894) in einzelnen Lieferungen veröffentlichte, zuletzt dreibändige Geschichte der Entwicklung des Volksschulwesens im Grossherzogtum Baden heraus.
Neben seiner beruflichen Laufbahn zeigte Heyd vielfältiges bürgerschaftliches Engagement. Im Frühjahr 1876 gehörte er zu den Gründern des Turnvereins 1876 Dillweißenstein und übernahm Funktionen als Vorstand und Turnwart. Beim Gaufest in Dillweißenstein in den Jahren 1894, 1901 und 1907 amtierte er als Festpräsident. Er gründete einen Bildungsverein in Dillweißenstein, war Gründer des Militär- und Veteranenvereins und zeitweilig Chorleiter des "Sängerkranz Weißenstein".

## Ehrungen

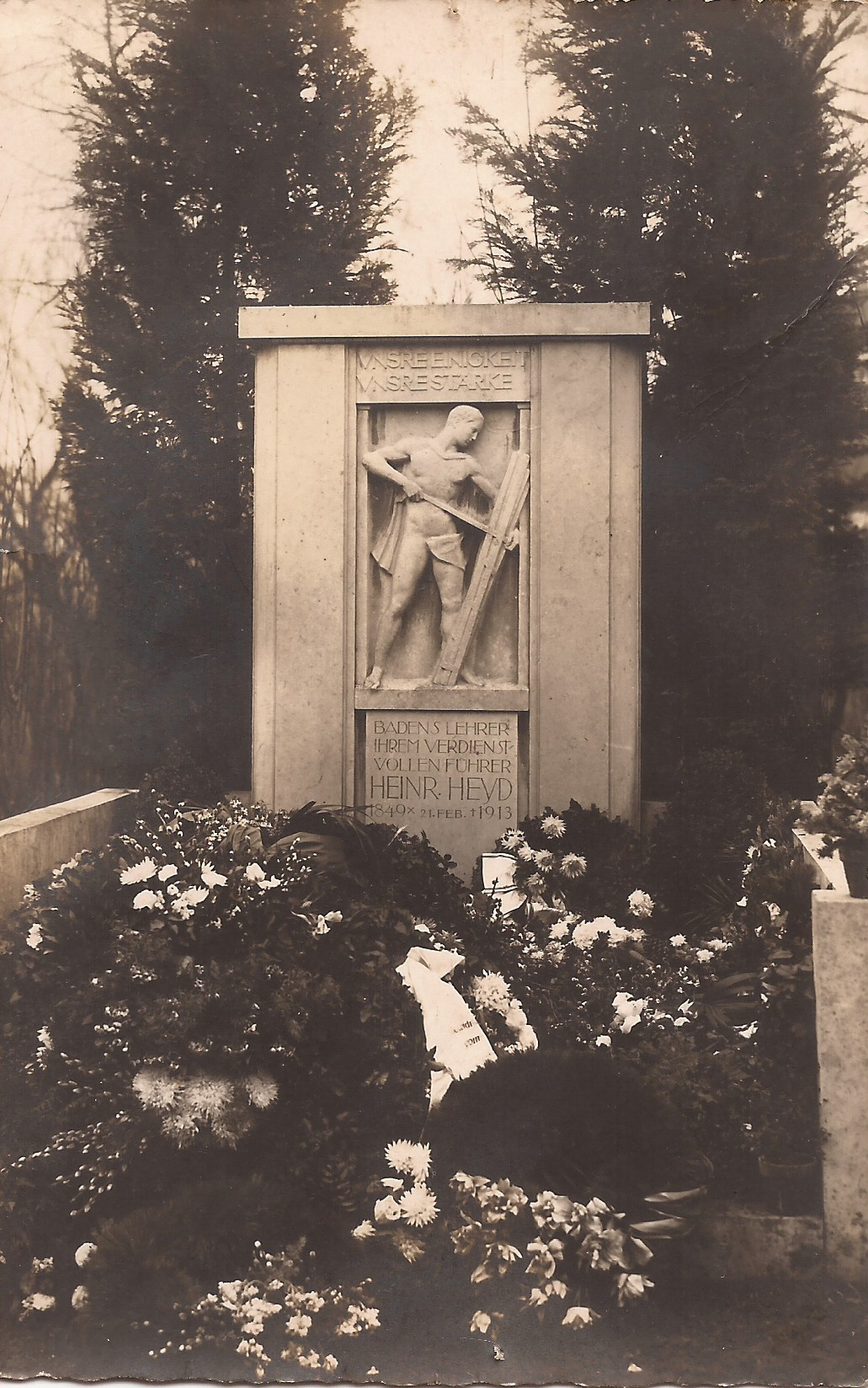
Denkmal und Grabstätte von Heinrich Heyd (1913)

In Pforzheim wurde die Heinrich-Heyd-Straße nach Heyd benannt. Das vom badischen Lehrerverein gestiftete Denkmal auf seiner Grabstätte auf dem Friedhof von Pforzheim-Dillweißenstein wird in der Denkmalliste der Stadt Pforzheim geführt.

## Veröffentlichungen
- Die Militärdienstpflicht der Volksschullehrer: Vortrag, gehalten ... gelegentlich der allgemeinen deutschen Lehrerversammlung (Deutscher Lehrertag) in Stuttgart. Gotha: Wechsung, 1875
- (mit Friedrich Schottmüller): Festschrift zum siebenzigsten Geburtstag des Großherzogs Friedrich von Baden nebst einer kurzgefaßten Geschichte der Entwicklung des badischen Unterrichtswesens. Pforzheim: Haug, 1896
- Geschichte der Entwicklung des Volksschulwesens im Grossherzogtum Baden. 1. Die geistlichen Herrschaften. Bühl (Baden): Konkordia, 1900
- Geschichte der Entwicklung des Volksschulwesens im Grossherzogtum Baden. 2. Die weltlichen Herrschaften. Bühl (Baden): Konkordia, 1900
- Ein Vierteljahr verwundet und gefangen in Frankreich: Erlebnisse eines Grenadiers im Kriege von 1870/71. Karlsruhe: J.J. Reiff, 1901
- (mit Benedikt Schwarz): Geschichte der Entwicklung des Volksschulwesens im Großherzogtum Baden: 3. Die badischen Markgrafschaften. Bühl: Konkordia, 1902